# Furious (Schiff, 1917)
HMS Furious (deutsch wütend) war ein Kriegsschiff der Royal Navy. Ursprünglich als „Großer Leichter Kreuzer“ (large light cruiser) entworfen, wurde sie im und nach dem Ersten Weltkrieg sukzessive zum Flugzeugträger umgebaut. 1917 gelang Edwin Dunning auf ihr die erste Flugzeuglandung auf einem sich bewegendem Schiff. Sie wurde auch im Zweiten Weltkrieg eingesetzt und 1948 abgewrackt. Das Schiff ähnelte stark der Courageous-Klasse und wird ihr oft  hinzugezählt.

## Entwurf und Konstruktionsmerkmale
Der ursprüngliche Entwurf dieses „Großen Leichten Kreuzers“ entsprach weitestgehend dem der Courageous-Klasse (siehe dort). Die geplante Verdrängung und die Abmessungen waren etwas größer. Auch das Panzerschema der Furious war mit dem der Courageous-Klasse identisch. Die Antriebsanlage war ähnlich, außer dass Brown-Curtis-Getriebeturbinen mit einer etwas höheren Leistung eingebaut waren. Der Hauptunterschied lag in der Bewaffnung: Die Furious sollte vorn und achtern (hinten) je ein Geschütz vom Kaliber 45,7 cm (18 inch) L/40 in Einzeltürmen tragen, die eine Panzerung von 127 bis 229 mm aufwiesen. Als Mittelartillerie waren elf 14-cm-L/50-Geschütze vorgesehen, die ungepanzert aufgestellt wurden.
In der ursprünglichen Form wurde die Furious wie ihre Halbschwesterschiffe als Fehlkonstruktion angesehen. Allerdings wäre sie mit nur zwei statt vier schweren Geschützen noch weniger in der Lage gewesen, Seeziele effektiv zu bekämpfen. Dennoch hielt die Furious bis zum Erscheinen des japanischen Schlachtschiffes Yamato und dessen Schwesterschiff Musashi den Rekord für das größte auf Schiffen verwendete Kaliber.

## Erste Umbauten

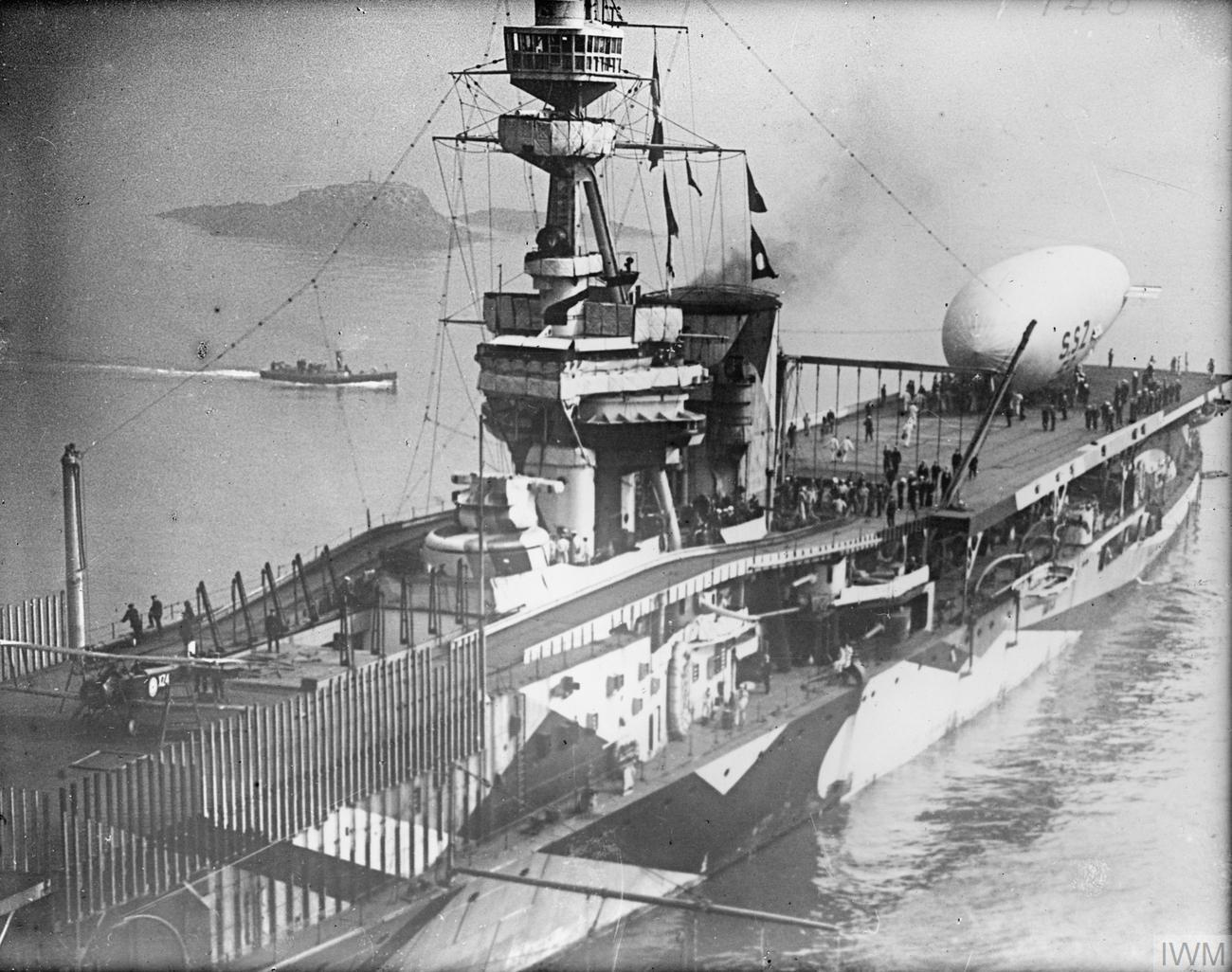
Furious mit Luftschiff auf dem Flugdeck, 1918

Die Skagerrakschlacht am 31. Mai 1916 hatte für die Royal Navy den Wert flugzeugtragender Schiffe gezeigt. Allerdings fehlten Schiffe, die schnell genug waren, mit der Schlachtflotte mitzuhalten. Im Mai 1917, also noch vor ihrer Fertigstellung, erhielt die Furious deshalb statt des vorderen Turms und der Barbette einen 21 m × 11,8 m Hangar für acht bis zehn Wasserflugzeuge. Es wurden nur zwei 7,6-cm-Flak eingebaut, ansonsten blieb die Geschützbewaffnung wie geplant.
Über dem Hangar befand sich ein 69 m × 15,5 m großes Flugdeck, das nur für Starts vorgesehen war. Das Startdeck war mit dem darunterliegenden Hangar über eine Luke verbunden. Für den Start sollten die Wasserflugzeuge auf einen Startwagen gesetzt werden, der auf Schienen lief. Die Landung der Flugzeuge sollte auf dem Wasser erfolgen, von wo sie mit einem Kran wieder an Bord genommen werden sollten.
Am 2. August 1917 gelang Squadron Commander Edwin Dunning mit einer Sopwith Pup auf dem Flugdeck der Furious die erste Landung auf einem sich bewegendem Schiff. Er musste dafür um Schornstein und Kommandobrücke des Schiffs herumfliegen, da diese den direkten Anflug von hinten versperrten. Die Furious lief dabei volle Fahrt gegen den Wind, so dass die Relativgeschwindigkeit der Pup gegenüber dem Flugdeck gering war und die Decksmannschaften das Flugzeug an extra an ihr angebrachten Seilen quasi aus der Luft pflückten. Der dritte Versuch am 7. August 1917 misslang jedoch, und Dunning ertrank beim Absturz des Flugzeugs. Den letzten derartigen Versuch unternahm Squadron Commander Moore am 11. September 1917 mit einer Sopwith Camel. Auch er schoss über das Landedeck hinaus und stürzte ins Meer, konnte sich aber retten.

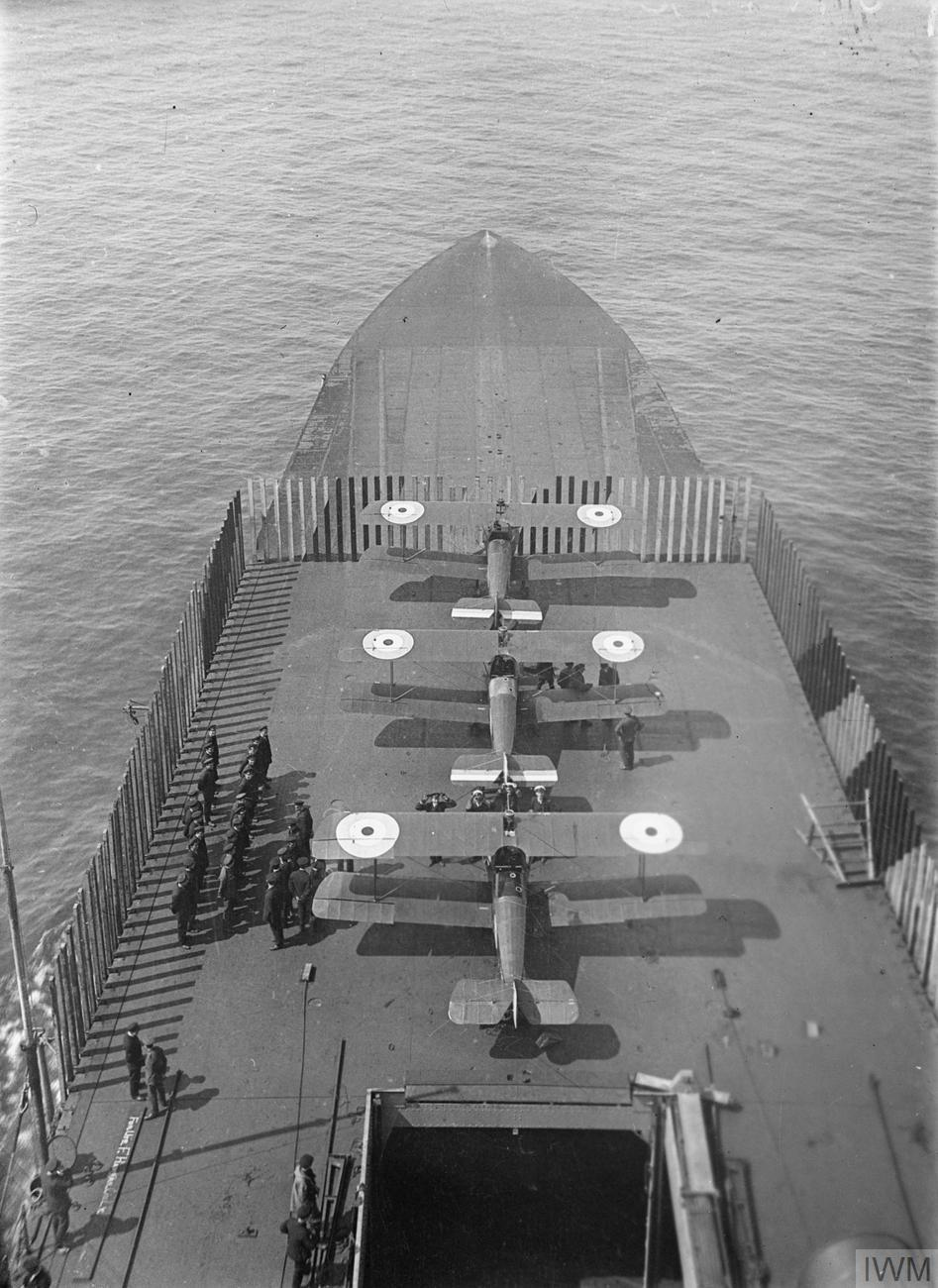
Furious mit Sopwith Camels, ca. 1918

In einem weiteren Umbau vom November 1917 bis März 1918 wurde daraufhin der achtere Geschützturm ebenfalls entfernt und durch einen Hangar mit 86,4 m × 21,3 m großem Landedeck und einen Aufzug ersetzt. Versuche hatten ohnehin gezeigt, dass der Rumpf der Furious zu klein für den Rückstoß eines derartig schweren Geschützes war. Bei dieser Gelegenheit wurde die Mittelartillerie auf zehn Rohre verringert.
Das neue Flugdeck reichte bis zu dem Schornstein und der Brücke in der Schiffsmitte, die vorderes und hinteres Flugdeck trennten. Um Brücke und Schornstein herum führten auf beiden Seiten Schienen, auf denen die gelandeten Flugzeuge wieder auf das vordere Startdeck transportiert wurden. Die Furious sollte in dieser Form 16 Radflugzeuge tragen, es waren aber bis zu 26 an Bord.
In dieser Form nahm die Furious an dem Angriff auf die deutschen Luftschiffhallen in Tondern am 19. Juli 1918 teil, bei dem die Luftschiffe L 54 und L 60 zerstört wurden.
Zwei der drei vorhandenen 45,7-cm-Geschütze (zwei von der Furious und ein drittes Reserverohr) wurden in die Monitore Lord Clive und General Wolfe der Dover Patrol mit fester Ausrichtung nach Steuerbord-querab eingebaut und zum Landzielbeschuss an der Front in Flandern eingesetzt. Die Geschütze konnten bei einer Erhöhung von 45 Grad ein 1507 kg schweres Geschoss mehr als 36 km weit schießen. Das dritte Geschütz sollte der Monitor Prince Eugene erhalten, doch wurde dessen Umbau nach Kriegsende nicht fertiggestellt.

## Weitere Umbauten zum echten Flugzeugträger
Es hatte sich gezeigt, dass die Aufbauten mittschiffs sowie die Abgase aus dem Schornstein zu Turbulenzen führten, die die Landung auf dem achteren Flugdeck praktisch unmöglich machten. Bereits bei den Erprobungen des achteren Landedecks war es am 7. August 1918 zu tödlichen Unfällen gekommen, als zwei Flugzeuge bei der Landung in die Aufbauten rasten. Die Furious wurde deshalb von Juni 1922 bis zum August 1925 zu einem echten Flugzeugträger mit einem durchgehenden Flugdeck umgebaut. Darunter befand sich ein zweistöckiger Hangar mit einer Höhe von jeweils 4,6 m. Der obere Hangar öffnete sich auf das noch vorhandene vordere Flugdeck mit einer Länge von jetzt noch 40 m. Hierüber sollten Jagdflugzeuge direkt aus dem Hangar starten. Zwei Aufzüge verbanden Hangars und Flugdeck.
Die 14-cm-Geschütze wurden teilweise anders angeordnet, die 7,6-cm-Geschütze wurden durch drei 10,2-cm-Flak ersetzt. Die Beibehaltung der Seezielartillerie entsprach den taktischen Vorstellungen dieser Zeit: Die Furious war schnell genug, um im Aufklärungsschirm der Schlachtflotte zu operieren. Dort war es am wahrscheinlichsten, auf feindliche Aufklärungskreuzer zu treffen, die mit einem mittleren Geschützkaliber effektiv zu bekämpfen waren.
Die Furious erhielt keinen seitlichen Kommandostand (Insel), sondern seitlich unter dem vorderen Ende des Flugdecks rechts einen Kommandostand für die Schiffsführung und links einen Flugleitstand. Dazwischen befand sich im Flugdeck ein versenkbarer Navigationsstand. Die Kesselabgase wurden durch horizontale Rauchgasführungen an beiden Seiten des oberen Hangars ans Heck des Schiffes geleitet und dort ausgestoßen. Die Bauweise ohne Aufbauten über dem Flugdeck entsprach den Vorstellungen der „Marineflieger“-Fraktion in der britischen Marine, die Aufbauten als für den Flugbetrieb hinderlich ablehnten.
Der Ausstoß der Abgase am Heck führte zu Turbulenzen gerade in der Bahn des Landeanfluges – ein Problem, das den Flugzeugträger bis zum Ende seiner Dienstzeit begleitete. Außerdem wurden die Rauchgasführungen bei hohen Geschwindigkeiten so heiß, dass ein Aufenthalt in ihrer Nähe kaum möglich war, und sie beanspruchten Platz im Schiffsrumpf. Breyer macht diesen Sachverhalt dafür verantwortlich, dass die Furious weniger Flugzeuge aufnehmen konnte als die ähnlichen Umbauten der Courageous-Klasse. Laut Jordan hätte der Raum sonst für Werkstätten oder Mannschaftsquartiere genutzt werden können, die geringere Kapazität an Flugzeugen sei jedoch dem Platzbedarf der 14-cm-Geschütze zu beiden Seiten des unteren Hangars geschuldet.
1930 erhielt die Furious einen versenkbaren Kommandostand, und es wurden zwei der neuen 4-cm-Achtlinge eingebaut. Beim letzten größeren Umbau November 1938 bis Mai 1939 erhielt die Furious eine kleine feste Insel an der Steuerbordseite des Flugdecks. Alle 14-cm- und 10,2-cm-Geschütze wurden entfernt und durch zwölf 10,2-cm-Flak in Doppeltürmen ersetzt, ein weiterer 4-cm-Achtlinge wurden eingebaut. Das Flugdeck erhielt 25 mm Panzerung. Die Geschütze wurden teilweise auf dem ehemaligen vorderen Flugdeck aufgestellt, das damit nicht mehr nutzbar war. Allerdings waren die Bordflugzeuge mittlerweile so groß und schwer geworden, dass das vordere Flugdeck ohnehin für deren Starts zu klein geworden war.

## Einsatzgeschichte

### Erster Weltkrieg
Am 19. Juli 1918 starteten von der Furious sieben Sopwith-Camel-Flugzeuge zum Angriff auf die Luftschiffhallen von Tondern. Jedes Flugzeug trug zwei 23-kg-Bomben. Bei dem Angriff wurden die Luftschiffe L 54 und L 60 samt ihren Hangars zerstört. Keiner der Angreifer landete wieder auf der Furious. Drei der Flugzeuge wasserten in der Nähe des Trägers, drei wurden in Dänemark interniert, eines blieb vermisst.

### Zwischenkriegszeit
Im Jahr 1919 war die Furious im Zuge der Intervention der Westmächte in Russland an der Blockade von Kronstadt beteiligt.

### Zweiter Weltkrieg
Die Furious wurde im Zweiten Weltkrieg häufig eingesetzt, hauptsächlich vor Norwegen und im Mittelmeer.
Am 8. Oktober 1939 war sie an einem Versuch, das deutsche Schlachtschiff Scharnhorst abzufangen, beteiligt. Im April 1940 operierte sie mit der britischen Flotte vor Norwegen. Als sie am 9. April 1940 vor Norwegen eintraf, hatte sie noch keine Flugzeuge an Bord, diese mussten erst eingeflogen werden. Am 11. April griffen 18 ihrer Fairey-Swordfish-Maschinen ergebnislos Trondheim an. Am 13. April nahm sie am zweiten Narvik-Gefecht teil, acht Tage später lieferte sie Flugzeuge für die alliierte Landung in Narvik.
Danach verlegte die Furious ins Mittelmeer, wo sie hauptsächlich an der Überführung von Hawker Hurricane auf das belagerte Malta beteiligt war. Die Hurricane starteten von den Flugzeugträgern und landeten auf Malta. Im September 1940 erfolgte die erste solche Mission zusammen mit der Argus. Von Mai 1941 bis Juni 1941 führte sie mit der Ark Royal drei weitere Operationen durch: am 21. Mai 1941 (Operation Splice, insgesamt 48 Hurricane überführt), am 6. Juni 1941 (Operation Rocket, insgesamt 35 Hurricane) und am 29. Juni 1941 (wegen eines Startunfalls konnte die Furious nur eine Maschine starten).
Im Juli 1941 befand die Furious sich zwischenzeitlich in nordeuropäischen Gewässern. Sie gehörte zusammen mit dem Flugzeugträger Victorious, zwei Kreuzern und sechs Zerstörern zu einem Verband, dessen Flugzeuge Kirkenes (Victorious) und Petsamo (Furious) angreifen sollten. Der Angriff von neun Fairey-Albacore-Bombern, neun Swordfish-Bombern und sechs Fairey-Fulmar-Jagdflugzeugen der Furious auf den Hafen von Petsamo verursachte nur geringe Schäden, zwei Flugzeuge wurden abgeschossen.
Anschließend wurde der Träger wieder im Mittelmeer eingesetzt. Am 8. September 1941 überführte er in der Operation Status wiederum gemeinsam mit der Ark Royal insgesamt 55 Hurricane nach Malta.
Von Oktober 1941 bis April 1942 wurde die Furious in Philadelphia umgerüstet und ging dann wieder ins Mittelmeer. Im August 1942 starteten von ihr im Rahmen der Operation Pedestal 38 Supermarine Spitfire nach Malta, in zwei weiteren Operationen im August folgten weitere 63 Spitfire (Operation Baritone am 17. August 1942 und Operation Train am 24. Oktober 1942). Im November 1942 unterstützte sie die Landung der Alliierten in Nordafrika bei Algier.
Ab 1943 war das Schiff an Angriffen der Home Fleet auf Norwegen beteiligt. Im März 1944 bereitete sie sich am schottischen Loch Eriboll (Caithness) gemeinsam mit der Victorious auf einen Angriff auf die Tirpitz im norwegischen Altafjord vor. Am 3. April 1944 erfolgte der erste, erfolgreiche Angriff (Operation Tungsten), wobei von der Furious 19 Fairey-Barracuda-Bomber starteten. Bis Juni 1944 war sie außerdem an drei weniger erfolgreichen Angriffen beteiligt.

### Verbleib
Durch die Einsätze in zwei Weltkriegen verschlissen, trat die Furious am 15. September 1944 zur Reserveflotte und wurde ab Mai 1945 als Erprobungs- und Zielschiff für Übungen mit scharfen Flugzeug-Abwurfwaffen in Loch Striven aufgebraucht. Sie wurde von 1948 bis 1954 zuerst teilweise in Dalmuir, dann endgültig in Troon abgewrackt.